# Думитру Ілієску
Думитру Ілієску (рум. Dumitru Iliescu; 24 вересня 1865, Дрегешань, Румунія — 1940) — румунський політик і бригадний генерал, начальник румунського Генерального штабу з 25 жовтня по 5 грудня 1916.

## Біографія
Спеціаліст з балістики. Закінчив військову школу офіцерів і політехнічну школу в Парижі. Активний прихильник вступу Румунії у війну на боці Антанти. 25 жовтня 1916, після вступу Румунії у війну, змінив генерала Вассіліу Зотті (рум. Vasile Zottu) на посаді начальника Генерального штабу. Військовий міністр в уряді Йонела Братіану (14 грудня 1918 — 1 жовтня 1919). Потім був спеціальним представником румунської армії в Парижі.